# Kinderreport Deutschland
Der Kinderreport Deutschland ist eine jährlich erscheinende Studie, die vom Deutschen Kinderhilfswerk erhoben und herausgegeben wird. Die Studie untersucht mittels Befragung von Erwachsenen sowie Kindern und Jugendlichen die Umsetzung der UN-Kinderrechte in Deutschland. Sie behandelt jedes Jahr ein anderes kinderrechtliches Thema. So untersuchte der Kinderreport 2007 etwa soziale Benachteiligung und Armut von Kindern, der Kinderreport 2012 die positiven Folgen früher Partizipation. 2024 widmete sich der Kinderreport dem Thema Demokratiebildung in Deutschland.

## Methodik
Für den Kinderreport führt ein Sozial- und Politikforschungsinstitut zwei Umfragen in Deutschland durch, eine unter Kindern und Jugendlichen (10- bis 17-Jährige) und eine unter Erwachsenen (ab 18-Jährige). Befragt werden insgesamt rund 1.700 Personen. Die Befragungen der Kinder und Jugendlichen erfolgen altersgerecht online unter Nutzung eines Access-Panels, die Erwachsenen werden mittels computergestützter Telefoninterviews befragt. Alle Fragen werden Kindern und Jugendlichen sowie Erwachsenen gleichermaßen gestellt, allerdings wird den Kindern und Jugendlichen ein Fragebogen mit Formulierungen vorgelegt, die der Altersgruppe angepasst worden waren.

## Ergebnisse des Kinderreports 2024
Der Kinderreport 2024 stellt fest, dass sowohl die Mehrheit der Erwachsenen in Deutschland als auch die Mehrheit der Kinder und Jugendlichen der heutigen Generationen der Kinder und Jugendlichen nicht zutraut, als Erwachsene Verantwortung für den Erhalt der Demokratie zu übernehmen. Als Grund dafür wird unter anderem von den Befragten angegeben, dass den Kindern und Jugendlichen Kompetenzen fehlen, weil politische Themen beispielsweise in der Schule nicht ausreichend behandelt werden. Eine der Hauptaussagen des Berichts ist, dass sowohl Kinder und Jugendliche als auch Erwachsene das Gefühl haben, dass in der Gesellschaft insgesamt die Fähigkeiten für ein respektvolles Miteinander und die Offenheit für unterschiedliche Meinungen abnehmen. Zudem wird beschrieben, dass Kinder und Jugendliche Frust verspüren, weil ihre Interessen in der Gesellschaft und von der Politik nicht ausreichend berücksichtigt werden.

## Themen früherer Kinderreporte
- Kinderreport 2023: Kinderarmut in Deutschland[8]
- Kinderreport 2022: Generationengerechte Politik[9]
- Kinderreport 2021: Mediensucht und exzessive Mediennutzung[10]